# Хоменки (Полтавський район)
Хоменки́ — село в Україні, у Диканській селищній громаді Полтавського району Полтавської області. Населення становить 26 осіб. До 2020 орган місцевого самоврядування — Петро-Давидівська сільська рада.

## Географія
Село Хоменки знаходиться на відстані 0,5 км від села Петро-Давидівка.

## Історія
12 червня 2020 року, відповідно до розпорядження Кабінету Міністрів України № 721-р «Про визначення адміністративних центрів та затвердження територій територіальних громад Полтавської області», село увійшло до складу Диканської селищної громади.
19 липня 2020 року, в результаті адміністративно - територіальної реформи та ліквідації Диканського району, село увійшло до складу новоутвореного Полтавського району.

## Відомі люди

### Народились
- Онацько Михайло Олександрович — український майстер народного малярства, представник наївного мистецтва.